# Bell's Player Championship
Het Bell's Player Championship, later de Bell's Cup, was een golftoernooi in Zuid-Afrika en maakte deel uit van de FNB Summer Tour, dat tegenwoordig de Sunshine Tour heet.
Het toernooi werd jaarlijks gespeeld in de maand januari en in 1995 was de laatste editie van dit toernooi.

## Winnaars
| Jaar                       | Baan                       | Locatie                    | Winnaar                    | Score                      |
| Bell's Player Championship | Bell's Player Championship | Bell's Player Championship | Bell's Player Championship | Bell's Player Championship |
| -------------------------- | -------------------------- | -------------------------- | -------------------------- | -------------------------- |
| 1991                       | Mowbrow Golf Club          | Kaapstad                   | John Bland                 | ?                          |
| Bell's Cup                 |                            |                            |                            |                            |
| 1992                       | Mowbrow Golf Club          | Kaapstad                   | David Feherty              | 276 (-12)                  |
| 1993                       | Mowbrow Golf Club          | Kaapstad                   | Vijay Singh                | 278 (-10)                  |
| 1994                       | Fancourt                   | George                     | Tony Johnstone             | 271 (-14)                  |
| 1995                       | Fancourt                   | George                     | Ernie Els                  | 275 (-13)                  |

Amatola Sun Classic · Atlantic Beach Classic · Bell's Player Championship · Bloemfontein Classic · Botswana Open · Bushveld Classic · Canon Classic · Coca-Cola Charity Championship · Cock of the North · Devonvale Classic · Emfuleni Classic · Eskom Power Cup · General Motors Open · Goldfields Powerade Classic · Goodyear Classic · Graceland Challenge · Highveld Classic · ICL International · Iscor Newcastle Classic · Kalahari Classic · Limpopo Classic · Lombard Tyres Classic · Mafunyane Trophy · Mercedes Benz Golf Challenge · Mount Edgecombe Trophy · Namibië Open · Namibia PGA Championship · Nashua Wild Coast Sun Challenge · Natal Open · Nelson Mandela Invitational · Northern Cape Classic · Observatory Classic · Palabora Classic · Parmalat Classic · Radio Algoa Challenge · Randfontein Classic · Rhodesian Masters · Riviera Resort Classic · Royal Swazi Sun Classic · Seekers Travel Pro-Am · South African Masters · South African Match Play Championship · South African Pro-Am Invitational · Spoornet Classic · Sun Coast Classic · Transvaal Open · Vodacom Golf Championship · Vodacom Open · Vodacom Players Championship · Vodacom Series · Vodacom Trophy · Western Cape Classic · Western Province Open